# Tillandsia atroviolacea
Tillandsia atroviolacea là một loài thuộc chi Tillandsia. Đây là loài đặc hữu của México.